# Mike Kerruish
John Michael Kerruish QC (2 noiembrie 1948 – 14 iulie 2010) a fost Primul Deemster și funcționar al Rolls pe Insulele Man.
A murit pe 14 iulie 2010 la vârsta de 61 ani.